# (145453) 2005 RR43
(145453) 2005 RR43 — транснептуновый объект (ТНО). В диаметре оценивается примерно в 252 км. Был обнаружен Э. С. Бекером, Э. В. Пакеттом и Дж. Кубица 9 сентября 2005 года в обсерватории Апачи-Пойнт в Санспот, Нью-Мексико.

## Происхождение
Предполагается, что этот объект, как и объекты пояса Койпера (24835) 1995 SM55, (19308) 1996 TO66, (55636) 2002 TX300 и (120178) 2003 OP32, образован из фрагментов карликовой планеты Хаумеа, отделившихся от неё при ударе. Этот вывод сделан из схожести их орбит и спектров: все они имеют нейтральный видимый спектр и очень глубокие полосы поглощения водяного льда в инфракрасной области.

## Поверхность
Поверхность покрыта довольно чистым льдом, о чём свидетельствуют глубокие полосы поглощения на 1,5 и 2 мкм в инфракрасном спектре и нейтральный (то есть не красный) цвет. Модели рассеяния показывают, что во льду (по крайней мере, в значительной его части) отсутствуют органические вещества, обнаруженные на поверхности многих ТНО.
Эти свойства 2005 RR43, как и его орбитальные характеристики, привели к предположению, что он является членом семейства Хаумеа. Объект, вместе с другими членами семейства — (19308) 1996 TO66, (24835) 1995 SM55, (55636) 2002 TX300 и (120178) 2003 OP32, — образовался из ледяной мантии прото-Хаумеа в результате столкновения с другим крупным (~ 1660 км) телом.
| Транснептуновые объекты на диаграмме с показателями цвета по осям 2005 RR43 (отмечен розовым крестиком) окрашен довольно слабо: B−V=0,77m, V−R=0,41m. Остальные члены семейства Хаумеа ещё менее красные: они находятся на диаграмме левее и ниже. |